# Любранець-Парцеле
Любранець-Парцеле (пол. Lubraniec-Parcele) — село в Польщі, у гміні Любранець Влоцлавського повіту Куявсько-Поморського воєводства.
Населення — 338 осіб (2011).
У 1975-1998 роках село належало до Влоцлавського воєводства.

## Демографія
Демографічна структура станом на 31 березня 2011 року:
|          | Загалом | Допрацездатний вік | Працездатний вік | Постпрацездатний вік |
| -------- | ------- | ------------------ | ---------------- | -------------------- |
| Чоловіки | 162     | 32                 | 101              | 29                   |
| Жінки    | 176     | 41                 | 84               | 51                   |
| Разом    | 338     | 73                 | 185              | 80                   |